# Sniadecki (cráter)

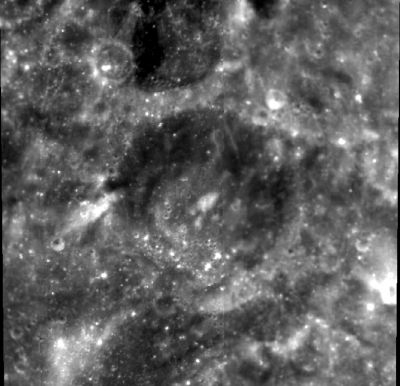
Fotografía de la misión Clementine (1994)

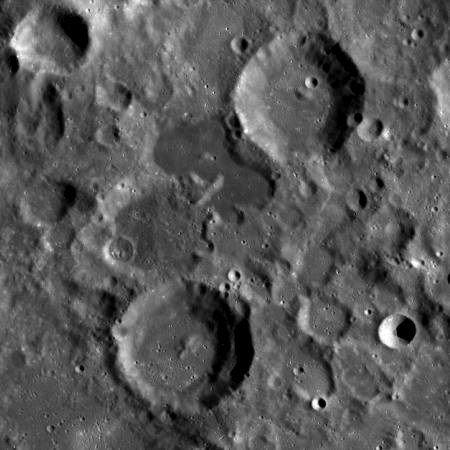
Fotografía de la misión Lunar Reconnaissance Orbiter

Sniadecki es un cráter de impacto perteneciente a la cara oculta de la Luna. Al noreste se halla un pequeño mar lunar, el Lacus Oblivionis, y al noroeste aparece el cráter Bok.
|  |

Es un elemento circular con forma de cuenco, que carece de impactos significativos en su interior. Sin embargo, el cráter satélite más grande, Sniadecki Q está unido al borde exterior del sector sudoeste y ha alterado ligeramente el contorno del borde. También se localiza un pequeño cráter unido al borde exterior occidental.

## Cráteres satélite
Por convención estos elementos son identificados en los mapas lunares poniendo la letra en el lado del punto medio del cráter que está más cerca de Sniadecki.
|           | \| Sniadecki \| Coordenadas \| Diámetro \| \| --------- \| -------------------------------- \| -------- \| \| F \| 22°24′S 166°54′O / -22.4, -166.9 \| 12 km \| \| J \| 24°42′S 166°54′O / -24.7, -166.9 \| 27 km \| \| Q \| 23°00′S 170°06′O / -23.0, -170.1 \| 77 km \| \| Y \| 21°06′S 169°18′O / -21.1, -169.3 \| 35 km \| |          |
| Sniadecki | Coordenadas | Diámetro |
| F         | 22°24′S 166°54′O / -22.4, -166.9 | 12 km    |
| J         | 24°42′S 166°54′O / -24.7, -166.9 | 27 km    |
| Q         | 23°00′S 170°06′O / -23.0, -170.1 | 77 km    |
| Y         | 21°06′S 169°18′O / -21.1, -169.3 | 35 km    |